# Satz von Sarkovskii
Der Satz von Sarkovskii ist ein Satz der Mathematik, der eine wichtige Aussage über die möglichen Perioden bei der Iteration einer stetigen Funktion macht. Ein Spezialfall des Satzes ist die Aussage, dass ein stetiges dynamisches System auf der reellen Geraden mit einem Punkt der Ordnung 3 bereits Punkte zu jeder Ordnung besitzt. Dies wird häufig kurz so formuliert, dass Periode 3 Chaos impliziert.

## Der Satz
Sei
{\displaystyle f\colon \mathbb {R} \to \mathbb {R} }
eine stetige Funktion. Man sagt, dass {\displaystyle x} ein periodischer Punkt der Ordnung (oder der Periodenlänge) m ist, wenn {\displaystyle f^{m}(x)=x} (wobei {\displaystyle f^{m}} die {\displaystyle m}-fache Verknüpfung
von {\displaystyle f} mit sich selbst bezeichnet) und {\displaystyle f^{k}(x)\not =x} für alle {\displaystyle 0<k<m}.
In der Aussage geht es um die möglichen Ordnungen von periodischen Punkten von {\displaystyle f}. Zu ihrer Formulierung betrachtet man die sogenannte Sarkovskii-Ordnung der natürlichen Zahlen. Es handelt sich dabei um die totale Ordnung
{\displaystyle 3,5,7,9,\dotsc ,2\cdot 3,2\cdot 5,2\cdot 7,\dotsc ,2^{2}\cdot 3,2^{2}\cdot 5,\dotsc ,\dotsc ,2^{4},2^{3},2^{2},2,1.}
Diese Reihenfolge startet also mit den ungeraden Zahlen in aufsteigender Folge, gefolgt von den Zweifachen der ungeraden Zahlen, den Vierfachen der ungeraden Zahlen usw. und endet mit den Zweierpotenzen in absteigender Folge.
Der Satz von Sarkovskii besagt nun: Wenn {\displaystyle f} einen periodischen Punkt der Länge {\displaystyle m} besitzt und {\displaystyle m\leq n} in der Sarkovskii-Ordnung gilt, dann gibt es auch (mindestens) einen periodischen Punkt der Länge {\displaystyle n.}

## Folgerungen und Bemerkungen
Der Satz besitzt mehrere Konsequenzen. Zum einen, wenn {\displaystyle f} nur endlich viele periodische Punkte besitzt, so müssen diese alle eine Zweierpotenz als Ordnung haben. Wenn {\displaystyle f} irgendeinen periodischen Punkt besitzt, so besitzt {\displaystyle f} auch einen Fixpunkt. Ferner: Sobald es einen Punkt der Ordnung {\displaystyle 3} gibt, so gibt es periodische Punkte zu jeder Ordnung. Diese Aussage wird auch „Satz von Li und Yorke“ genannt.
Der Satz von Sarkovskii ist optimal in dem Sinne, dass man zu jeder natürlichen Zahl {\displaystyle m} eine stetige Funktion konstruieren kann derart, dass es zu jeder natürlichen Zahl, die in der Sarkovskii Ordnung nach {\displaystyle m} kommt (einschließlich {\displaystyle m}), periodische Punkte mit dieser Periodenlänge gibt, aber keine periodischen Punkte mit kleinerer Ordnung. Es gibt also beispielsweise
Funktionen, die keine periodischen Punkte der Länge {\displaystyle 3} haben, wohl aber zu allen anderen Zahlen (Periode {\displaystyle 5} impliziert nicht Chaos).
Der Satz von Sarkovskii gilt nicht für dynamische Systeme auf anderen topologischen Räumen.
Für die Drehung der Kreislinie um 120 Grad (Dritteldrehung) ist jeder Punkt periodisch mit der Länge {\displaystyle 3} und keine weiteren Periodenlängen treten auf.

## Geschichte
Dieser Satz wurde 1964 vom ukrainischen Mathematiker Oleksandr Scharkowskyj bewiesen und blieb längere Zeit unbeachtet. Rund 10 Jahre später bewiesen Tien-Yien Li und James A. Yorke ohne Kenntnis des Originalresultats den Spezialfall, dass Periode {\displaystyle 3} Chaos impliziert.